# Фабиан, Айра
Чарльз Айра Фабиан (англ. Charles Ira Fabian, род. 3 июня 1964) — антигуанский шоссейный и трековый велогонщик. Участник летних Олимпийских игр 1988 года.

## Карьера
В 1988 году был включён в состав сборной Антигуа и Барбуды для участия на летних Олимпийских играх в Сеуле. На них выступил в спринте. В его квалификации, из которой в основной раунд выходило 24 участника, показал 25-й последний результат, уступив 0,6 секунды 24-у месту и закончил выступление.
На рубеже 2000-х — 2010-х годов отметился несколькими попаданиями в топ-10 на чемпионате Антигуа и Барбуды по шоссейному велоспорту в групповой гонке.